# 月光下的異世界之旅角色列表
月光下的異世界之旅角色列表是日本輕小說《月光下的異世界之旅》裡的登場角色的概覽。

## 主角、從者
深澄真（聲：花江夏樹）
17歲，生日是四月一日。原本是個平凡的高二生，中津原高弓道部的副部長。深受他人信賴。有一個姐姐和一個妹妹。從小就被父母要求掌握家務和格鬥技，在家附近的道場接受訓練。某天月讀神出現在他眼前，表示因為父母是異世界人，根據他們與女神的約定，必須將最重要的東西獻給女神，不是自己就是姐妹之一要被作為勇者被召喚到異世界，於是真接受了。可是到了異世界後，卻被女神嫌醜，嘲笑為何美形的父母會生出這樣長相的後代，就只給了他與非人族溝通、還有書寫閱讀文字的能力，接著就從高空將他扔下世界盡頭的荒野了。
月讀神為他的遭遇感到不平，給予真極為強力、超越女神的加護祝福後，陷入漫長的沉睡，並提醒由於真以往的自我鍛鍊，導致來到力量不受限制的異世界後會完全釋放其原本的實力，結果他的力量遠遠超越女神召喚的勇者們和魔將以及魔王等人之上。曾經在一無所知的情況下前往人族的城市，然而其外放的魔力引發全城攻擊他一人，被巴等人評價光是走路就散發出相當於魔王數人份的壓迫感，平常必須攜帶能秒殺一般人的高強度魔力吸收裝備才能在人族都市活動。長相在其他人眼中並非原來的模樣，而是醜陋的異物，像亞人、狗頭人之類的狀況。也因為這規格外的龐大魔力，各種幻惑、猛毒、麻痺、詛咒等狀態異常在他面前如同對大海丟石頭，完全不會對他造成影響。
月讀神賜與他稱為「界」的加護，在球型範圍內可感知一切、強化自身、讓自己隱形、治癒他人、隔音、物理與魔法防禦等施展各種強大的權能，而且範圍可自由控制，也能自由定義界的性質進行多重疊加，比方重疊治癒以強化恢復效果，讓重傷瀕死者恢復生機。
本身擁有風以外五種魔法適性，其中適性最佳是水，其次為暗、火、土，雷最不擅長。他無法使用風魔法、恢復魔法，一般恢復魔法對他完全沒有效用，恢復藥水也效果低落，必須由其他術者分享自身的恢復魔力給真，恢復魔法才能在真的身上生效，這是一種極為耗費魔力的過程。
即便如此真還是比同齡孩童虛弱，因此從小積極鍛鍊肉體。因為學習弓道而時常讓自己精神深度集中，重覆著「意識擴散到周圍環境、再重新凝聚構築」的鍛鍊，如同經歷死亡般使得原本有上限的魔力因而一再打破極限，如今他的魔力大到常識無法想像的程度。從一開始一枚戒指足夠外出使用，到後來要兩隻手戴滿五枚戒指並每天更換、外加身穿吸魔裝備、配合界抑制魔力外洩。故事開始不久真的魔力便大到與女神不相上下，亞空也不斷擴大到如同一個新世界的規模，並隨著從者增加，亞空的多樣性也更加提升。
即便界的防禦力超乎想像，來到異世界後仍曾幾度受傷沉重，第一次遭受重創是被災難黑蜘蛛攻擊，在巴與艾瑪的努力之下痊癒。第二次受重創是被女神突然傳送到戰場，遭索菲婭突襲斬斷手指、全身多處骨折、撕裂傷，在不擅長治療他人的澪不顧失去四肢的決心及巴的全力協助下得以康復。
起初對人族保持一定程度的友善，沒有對「人族至上」態度有太激烈的反感，但在接觸森鬼時收入亞空的冒險者偷竊武器、引發大爆炸，導致巴的初代分身和熟識的歐克死亡，眾多居民重傷，從而改變態度。建立海市蜃樓都市對外，以具有一定實力的亞人戰士維護都市，也招募值得信任的人族參與營運，把整個都市隔離出來，保障亞空中無戰鬥力的居民。
為了躲避女神的追蹤，在亞空之外以雷道·葛葉為名。擁有多重社會身份，成立葛葉商會販售亞空的珍稀特產兼任學園都市的臨時教師，同時也是存在於亞空的海市蜃樓都市之主。最初想對造成自己不幸的女神進行報復，但後來女神也受到眾神的處罰與監控，目前只想平靜地享受生活。對於人族與魔族之戰處於旁觀者立場，不偏袒任何一方、也和任何一方進行商業行為。若是戰爭變得激烈導致一方滅亡，他也只打算營救與自己有關的人，並將其安置在亞空。
在歷經與識一起被女神第二次綁架、保護勇者音無響、擊破索菲婭和蘭薩、陷落，且命令巴和澪領軍奪回父母的故國之地，全部順利完成後，三名從者均接受真提議給予他們「深澄」的家名。
深澄巴（聲：佐倉綾音）
女性。深澄真的第一個從者，真實身份為龍族中位階最高、號稱「無敵」的上位龍「蜃」，被真擊敗後非常仰慕並迷戀真，所以跟澪是情敵同時也是真的隨從關係。原本打算與真訂立五五分的「盟約」，但真的力量太超乎規格而變成八二分的「支配」，成了一位凜凜的美女。能支配空間，擅長幻術和窺視記憶。
在看了其固有能力「亞空」所產生的原始亞空實體從一片虛無變成綠意盎然的土地的真隨口說出想建個城市的想法後，開始招募仰慕真的亞人、自己的眷族入住，默默推動建城計畫。窺視了真的記憶後，便愛上了時代劇，甚至受其影響將時代劇中的日本文化帶入亞人生活，讓工匠製作出武士刀、出現忍者之類的職業鍛鍊、日本酒。冒險者等級1320、第二次測量1340，對於比原認為不相上下的澪還低感到不滿，曾因此外出失聯進行武者修行，但似乎對於等級的提升上沒什麼太大的效果。對於真近乎無止盡的魔力感到震驚，也是頭一個知道真目前的魔力量接近神明等級的從者，對真的迷戀反而有增無減，覺得跟在真的身邊必然會出現更多讓人驚訝的事情並以此覺得有趣。對於侮辱真的敵人，跟澪一樣不會手下留情。
締結契約之後，她戰鬥時會以日本刀以及魔法作為攻擊手段，下手也是毫不留情地擊殺。其實對於自己的頭髮顏色稍微有點不滿意，她內心希望是自己的頭髮是跟澪一樣的黑色。平時為淡藍色的頭髮，接受真流入的魔力量到一定程度的話，會變成銀色；這代表具有「地母銀龍」的資質，因此後來上位龍「布都」將她的之力傳承給巴。而且跟真締結契約之後，實力也逐漸越來越強，除了操控空間以及幻術的技術更強大之外，甚至不用碰觸到對手就能看穿對手內心真正的想法。
迷你巴
巴的分體，沒有正式給予名字，通常叫她「巴的分身」。外表看起來像是巴10歲左右的小女孩（穿著短袖的甚平之類的和服），負責代替本體在亞空內探索，可以跟本體共享感覺和意識，不過有獨立人格與記憶。因為外來的人族冒險者引發的事故而被消滅，連帶造成本體的巴也受傷。
小巴
巴的分體，在先前的分體被消滅後，巴重新創造出來的新分體，並沒有繼承先前的記憶，由真正式命名為「小巴」。外表經過微調成二頭身的少女外表，戰鬥力也有所提高，核心是由真用過的魔力滿載的吸魔戒指構成。小巴能製作通向亞空的門，在休息日有時也會出現在齊格，後來跟莉諾交上朋友。因為被巴影響，說話帶有江戶風。
深澄澪（聲：鬼頭明里）
女性。深澄真的第二個從者，真實身份為「災難黑蜘蛛」，非常迷戀真，跟巴是情敵同時也是真的隨從關係，忌妒心跟對真的占有慾極強，一旦打擾她跟真的約會或者有人阻擋真的計畫會毫不留情地暴走，被真指派任務的時候會特別開心，個性上稍微帶有一些受虐狂的屬性。自誕生以來即陷入無盡的飢餓感所帶來的瘋狂之中，直到吞噬真的血、力量而獲得滿足，因而平靜下來得以溝通。被巴慫恿趁真力盡昏睡的時候與真訂立八二分的「支配」契約，成了一位黑髮和服美人，能一定程度理解植物說的話。對真的態度或者情感都非常忠誠，已經到了離不開他的程度，一旦真陷入危險或者突然消失的狀況會不知所措甚至大哭。
在被真滿足之前的記憶只剩下飢餓感，極度缺乏常識，尤其是廚藝方面，也因為時常處於飢餓的狀態所以很會吃，是個大胃王，並認為世上萬物都是食物，曾在咖哩中加入礦石、把入口就會變成銳利刀刃的植物魔物葉子炒菜、將矮人工業用油脂當做料理油、以連擅長食肉的亞人都咬不下去的魔獸肉入菜，後來因料理技術增進，被真誇獎好吃之後，現在對於料理充滿自信。巴曾表示與其說是這個世界的原住民，不如說更像是遠古以前來到這個世界的漂流者，冒險者等級1500，是目前真的從者中等級最高的存在。
締結契約之後，她在戰鬥時會以小鐵扇、蜘蛛絲、蜘蛛網以及魔法作為戰鬥手段，在偵查時能隱藏自己的氣息以及使用極細的蜘蛛絲作為電話線竊聽來獲取敵方情報。由於戰鬥等級非常高，對於弱小的對手完全不放在眼裡，甚至連動手都覺得麻煩，但是一旦汙辱到她心目中唯一的主人真的時候會毫不留手的消滅對方。
為了增進自己的料理技術開始了料理的武者修練，並協助深澄真尋找日本用來料理用的昆布以及海帶芽，因此前往齊格北方的港口城鎮，而又再次遇上了勇者音無響等人。作為昆布料理技巧的交換，提供一行人全新的武器以及戰鬥教學，讓他們開始能擊敗高等級的魔物，但由於時間較短，遇上魔將仍只有敗退的下場。接受真流入的魔力量到一定程度的話，會變成長髮。
深澄識（聲：津田健次郎）
男性。深澄真的第三個從者，真實身份為「死靈（死霊）」，有些人則是稱他為「。為了進化為更高的存在附身在森鬼一族當中，發掘並研究失傳的森鬼能力「樹刑」(改變生物靈魂使其樹木化)。但從巴口中得知自己所認為的人族高位種只是個美麗的誤會，因而陷入低潮。其求知慾讓真看上眼，從而經由真弱化自身的力量，勉強從十比零的「食糧」升為九一分的「隸屬」契約，但喪失自我沒有意義。於是賦予他13枚魔力滿載的吸魔戒指，加上澪灌注魔力，終於達到八二分的「支配」契約，成了一位俊美少年，戒指也連同魔力納入新身體。由於以前是人族，因此常識較巴和澪好，但聽見有人說真壞話仍會像兩位前輩一樣暴走失控。平時為紅色長髮，接受真流入的魔力量到一定程度的話，會變成黑髮。
環
大黑天、須佐之男等神明贈送的第四名從者。初登場時穿著巫女服，頭上戴著類似日式新娘禮服白無垢的角隱，也就是巫女和新娘這種不可思議的組合；有著黑髮、稍微明亮的茶色的眼睛，像塗料一樣的白膚色透點藍，自稱是月讀大人的巫女，稱呼真為，過去被稱為，詳細不明。和其他從者不同的是尚未被真完全信賴，因此被禁止離開亞空。
成為從者的過程跟其他三名從者類似，先跟真打過一架才契約，而且她不須任何調整就可以跟當時擁有極高魔力量的真完成支配契約。完成契約後，外表從本來就是人形二十幾歲大姊姊變成了十幾歲小姑娘，頭髮的顏色從黑色變成了鮮艷的金髮，皮膚跟森鬼的褐色相近，眼睛是暗紅色。有些跡象顯示，環似乎以前和女神有過節。

## 亞空的居民
艾瑪（聲：早見沙織）
高地歐克的少女(17歲)。
第一次遇到真是在前往蜃的居處作為活祭品、遭到魔物襲擊的路上，是真來到這個世界最初遇到的亞人。具有魔法的才能，教導真魔法的基本常識，隔天真就靠這些基礎把蜃打敗了。與其他高地歐克一起住進土地豐饒的亞空，成為真的領民。父母打算讓她嫁給真，但真似乎非常逃避這件事。後來成為管理亞空住民的領導階層之一。
阿加雷斯（聲：左座翔丸）
男性高地歐克，族裡的強力戰士，亞空排名很靠前。雷道在學園都市授課時，曾召喚他和艾瑪組隊對抗學生們。
艾爾德（聲：手塚弘道）
男性古種矮人，族裡的長老兼族長。在隨著貝倫帶一族進入亞空時，詢問深澄真是否為女神的使者，真不只否定、更表現出對女神的憤恨不滿，他很滿意真的回答，便答應率領古種矮人一族遷居到亞空。後來製作自己的腿部行走輔具，變得可以健步如飛。
魯古伊（聲：北澤洋）
男性古種矮人，一邊眼睛上戴著類似工作鏡之類的東西。製作深澄真用的吸魔戒指與裝備。在族裡通常是製作特定使用者才能使用的裝備，而被稱為怪人。在設計真的衣服上有所誤解，變成很在意自己設計的衣服或者飾品能不能有效地吸收真的魔力從而殺死真，但是真的魔力量近乎無限，所以雖然沒有成功殺死真，衣服飾品等依然能有效的壓制真的魔力，讓他在外面世界比較像人族。
蒙多（聲：大塚明夫）
男性森鬼，阿克婭和艾莉絲的師父。被當時還是死靈的識附身，因而被死靈引出失傳的能力「樹刑」。在其他森鬼移居亞空時，他暫時被真阻擋，等到大家開發出應對「樹刑」的術式後，才讓他移居亞空並接受新兵訓練營的鍛鍊。
學園都市發生變異體事件時，作為葛葉商會的臨時工作人員前往支援，用「樹刑」將許多變異體變成樹木。
莎莉
女性魔族，優秀的術士。魔王澤夫唯一的親生女兒，本人卻毫不知情。原本是魔王的後繼者候補之一，在雷道從政變派召喚出天龍「魯特」的戰略級轟炸下拯救了魔族之後，偷拿他的頭髮來施行奴隸契約並以死威脅雷道而成為他的奴隸，於是真將她帶入亞空。進入亞空後，基本上負責跟魔族相關種族的移住評估與管理港口城鎮（第二都市）。
列薇
女性斯庫拉。平常時，她沒有像其他斯庫拉特有的非常憎恨人族的特性，不過很喜歡戰鬥，移居到亞空是為了跟其他強者戰鬥。通常穿著水手服。
在洛雷爾聯邦發生內亂時，被指派去保護刑部五郎八，但在對戰刑部遙歌時被擊敗，此後造成她很深的心理陰影。
賽爾鯨
男性海王的鯨魚族。作為臥煙，負責海底火山等的滅火工作。原本是海王的王位繼承人之一，將王位讓給雙胞胎哥哥而成為將軍，但是隨著權力越來越集中，他也被盯上，於是自我放逐到處流浪；後來遇到亞空招募移民，便率領同伴移居到亞空。
都名
男性海王的鮪魚族。作為飛腳，負責流通業務。
花咲
男性海王的鱈場蟹族。力氣强大，主要負責土木、建築、體力工作。

## 真的友人
莉諾（聲：二之宮愛子）
和冒險者姐姐托婭一起住在絕野的10歲少女。由於姐姐欠下冒險者工作難以償還的債務被迫賣身，為了交換姐姐的自由成為當地首席冒險者的間諜，刻意親近真獲得情報並協助偷盜。與姐姐不同，對重振家族名聲並不積極。在漫畫中從真那邊學到計帳等有效率的數學能力，代替花錢如流水的姐姐管理金錢，計畫在齊格買個新家。
本名是。
帕多利克·連布蘭多（聲：井上和彦）
齊格最大的連布蘭多商會代表，由於派駐到這裡的官員往往都是以斂財為目的的無能者，政商關係良好的他成了實質上的支配者。雖然對妻女極其溺愛，為了她們能不計一切代價實現目標，在員工眼中也是有情有義、善待職員的好老闆。為了讓商會走到今天這個規模，他曾經以新人之姿與當地最大的商會交好，與當時的代表女兒有了婚約，然而背地裡與時任冒險者的莫里斯合作，接連將他們殺害並偽裝成意外，運用賄賂、恐嚇、謀殺等不光彩的手段剷除事業的阻礙，讓自己自然接收最大商會的一切，還享有民眾眼中至高的風評。
當時婚約者原本的戀愛對象得知一切都是帕多利克的陰謀，便花費數年時光安排復仇，對他的妻女施下等級8的咒病，還設下解咒用的不死藥水一旦靠近變會瘋狂阻止的陷阱。欺騙齊格冒險者，讓他們阻止帕多利克取得不死藥水原料、阻止藥水煉製。帕多利克雖逮到對方，卻除了咒病等級外沒問出更多訊息，一直受原料無法取得、妻女病況日日嚴重雙方面的夾攻。
兩個女兒出生後個性稍微圓滑了一些，近來還在使用的手段剩下賄賂、恐嚇。由於真解救了他的妻女，對他充滿無限的感激，也因為兩個女兒也對真有好感，開始把真當成兒子一樣看護著，不放過任何對真有敵意的人。也是真第一次脫下面具，坦承以對的人族。
起初時常派管家莫里斯跟蹤真一行人，企圖更加了解他們的底細，卻也被巴和澪發現。為了安全起見巴也偷偷窺視他的記憶，因此得知這些黑暗的過往。考量真的心情以及帕多利克目前為友好關係，巴選擇隱瞞這件事。
因為對艾昂王國的腐敗漸漸感到心寒，加上齊格近來發展順利，於是開始推動齊格的獨立，得到近鄰洛雷爾聯邦的中宮彩律和齊格各大商會的支持。派遣雷道前往聯邦聘請傭兵團到齊格。在艾昂王國革命內亂期間發動齊格獨立。
莉莎·連布蘭多（聲：佐藤惠）
帕多利克的老婆，在感情上較為強勢。被雷道的各種協助治好咒病，因此對他很感激。耳聞兩位女兒在學校的風評不佳，因此要求女兒們在畢業前洗刷不良風評與各種負面流言，否則會對女兒們實施應有的懲罰。
希芙·連布蘭多（聲：花守由美里）
帕多利克的大女兒，十九歲，有著一頭金色長髮，巨乳，咒病治好後復學，成為雷道的學生。典型的魔術師，擅長的屬性是土和火，有土之精靈的加護，會精靈術。
在學園祭鬥技大會中獲得優勝。
尤諾·連布蘭多（聲：稗田寧寧）
帕多利克的二女兒，十五歲，有著一頭金色短髮，貧乳，咒病治好後復學，成為雷道的學生。自稱會用弓和槍，擅長的是物理戰鬥，魔法為初階的強化系。
莫里斯（聲：佐藤正治）
連布蘭多家管家，也是帕多利克的心腹。對比自己身邊的巴和澪，傑出得令真羨慕不已。原本是相當優秀的冒險者，多年以來為帕多利克做盡一切見不得光的骯髒事。遇見真一行人開始，自己老是跟蹤被察覺，不然就是為他們突然出現在身邊感到驚訝，不由得懷疑自己老了。
有天因為老花擔心出事考慮換副眼鏡，然而在此之前已不小心把真的入學報名弄成教師選拔報名。
露莉亞·安斯蘭德（聲：廣瀨有紀）
女性人族，伊娃的妹妹，有著一頭水藍色長髮巨乳且身材姣好。在學園都市的五鐵亭工作的女服務生。有天在路上遭伊爾姆甘德騷擾時，被初到學園都市的雷道施以援手。是深澄真父母故國凱利尼翁的流亡貴族後代。
在學園都市發生變異體事件後，被當作已經死亡，實際上是移居到凱利尼翁。
伊娃·安斯蘭德（聲：井澤詩織）
女性人族，露莉亞的姊姊，有著一頭水藍色長髮，但跟妹妹不一樣的是身材為貧乳，不擅長與人面對面交流。學園都市學園圖書館的圖書管理員，對雷道很感興趣。凱利尼翁的亡國貴族千金，認出雷道給她看的（父母的）肖像畫裡面人物的身份。經常幫忙雷道從圖書館藏中找各式各樣的文獻，其中最重要的一篇是關於魔力物質化的古老論文。
在學園都市發生變異體事件後，被當作已經死亡，實際上是移居到凱利尼翁。
柏兒（聲：吉住繪里加）
女性，和人差不多高、兩腳站立的貓，五官有點像人，臉幾乎是像貓，眼睛和鼻子也比人族更接近貓，全身的毛也很稀疏，耳朵不是在臉的側面，而是在頭上長著貓耳，跟人對話時，鼻腔還會不時地隨著氣味移動，鬍鬚也會前後地動。
柏兒因為居住的學園都市亞人貧民窟的同胞受到3級咒病的影響，就到處找解藥。某天看到森鬼的艾莉絲，覺得跟著她會有所發現，因此循線找到葛葉商會，愛貓的雷道一見到柏兒就情緒高漲，聽完她的需求後，馬上同意想辦法弄出解藥，因為貧民窟的亞人們很窮應該拿不出錢，所以雷道要求柏兒宣傳葛葉商會的事蹟來替代藥費；後來雖然有點小插曲，不過在順利解決掉亞人貧民窟的咒病後，葛葉商會的名聲在學園都市底層階級的人們中變得非常好，柏兒等人也經常光顧葛葉商會。
札拉（聲：伊丸岡篤）
男性人族。學園都市商人公會的代表與娼館的老闆。原本對葛葉商會代表雷道的商業手法有意見，把雷道找來告誡一番；在變異體事件時，對雷道在危急中幫助娼館的行為很感謝，加上帕多利克的助言，對雷道的態度轉為溫和。
安雪絲·巴特瑪（聲：小坂井祐莉繪）
女性人族。原冒險者公會齊格分部接待員，尤諾的朋友，暱稱是，巴特瑪商會會長的女兒，性格很頑固，她是那種會發牢騷但從不放棄的人。在齊格獨立戰爭時，參加慰勞成員的表演團體，後來改行成為偶像團體的偶像，想將弓道作為偶像活動的個人特質之一，於是找雷道學弓道。

## 葛葉商會
雷道·深澄
即深澄真，葛葉商會的創辦人兼代表，在創業初期本來想用為假名，但是後來不管是口頭告知或是文件上都是用這個名字。
整頓完齊格的葛葉商會一號店後，雷道在第一次從齊格前往學園都市羅茨加德途中使用傳送陣傳送時被女神綁架，然後傳送到戰場上和索非亞、蘭薩對戰，最後造成利米亞王國境內出現星湖。
平安回歸亞空後，養好身體後不經傳送陣到達學園都市，參加教師甄選考試，經過一番折騰後，順利成為羅茨加德學園的臨時講師，識則是作為輔助人員。約每週開課一次，有招募到約7位學生。此外葛葉商會的羅茨加德分店（二號店）也順利開幕了，這段期間認識了許多人物，包括五鐵亭的露莉亞、學園圖書館管理員的伊娃、商人公會的札拉、冒險者公會的法爾斯（魯特）等人。
在第一次參與羅茨加德學園祭時，都市全區發生了魔族策劃的變異體突現攻擊事件，念話也被全面封鎖，造成各區域受損嚴重，包含葛葉商會的分店也全毀。雷道以學園臨時講師與商人的身份幫忙平定混亂，並在王族等人的請求下，想辦法恢復念話的通訊；通訊恢復後，大家得知魔族正在進攻王國和帝國的首都，搞的王族們再度請求雷道幫忙，巴則是自導自演了一齣轉移過度讓（假裝是轉移魔道具的）脅差壞掉的好戲，讓兩大國欠下人情，順利緊急轉移回國。
變異體事件暫告一個段落，女神（代號：蟲）這時候又打算綁架深澄真（雷道），雖然真有準備抵抗措施，實際施行後確認可以長時間抵抗女神的（帶有金色魔力光的）強制轉移術式，但是因為是在大庭廣眾下被轉移（雖然當時附近沒人），怕時間長了被其他人看到，會被認為是女神的敵人之類的，只好放棄抵抗和識一起被綁架到女神的神域。經過一番唇槍舌戰後達成協議，女神給真共通語的能力，真則答應女神的兩個條件「保護勇者(音無響)、陷落史戴拉要塞（勇者の保護、ステラ砦を落とす）」。交涉完畢後，真和識被丟包到利米亞王都上的高空，在墜落的同時，真命令巴和澪領軍去奪回父母故國之地（凱利尼翁），並要識用黑球把兩人包住遮擋視線。
處理完一連串的事件後，三名從者得到「深澄」的家名。雷道在學園都市內蹓躂時，巧遇音無響，因此她得知學弟深澄真就是葛葉商會的老闆雷道，她正要找葛葉商會幫忙維修武具，於是順道帶她回商會，兩人聊日本的事情聊了約3小時，被巴和澪闖入打斷，四人小鬧了一下，巴護送音無響回旅館，中途檢查響的記憶，看來沒特別對真有什麼威脅的想法，順便看到她會劍道，於是拉她到學園裡練了一小時。
因為變異體事件處理得宜，加上和各國打好了關係，因此幾個國家都邀請雷道前去拜訪，但是因為學園都市接近半毀，而且葛葉商會的二號店也毀掉了，所以優先復興學園都市與重建二號店。
萊姆·那提（聲：八代拓）
人族。出身自孤兒院的原齊格頂尖冒險者，等級201。深受當地冒險者們信賴，如同大哥一般的存在，為了被連布蘭多商會欺凌的同業，遭到神秘的咒術師利用，對帕多利克的妻女施下咒病。為了阻止解藥鍊成而招集當地冒險者襲擊真一行人，但被巴輕鬆打敗，愛用的短劍也被折斷，還被澪坑了一大筆金幣。明白真相後以辭去冒險者身分與帕多利克和解。巴帶了一把日本刀作為當時被折斷短劍的代替品，私自延攬並訓練他成為密探，像水戶黃門劇中的風車彌七，事前潛入調查情資，讓主角們掌握先機、行俠仗義。葛葉商會開店後，萊姆就以店員作為表面身份。
曾被勇者岩橋智樹的魔眼迷惑，作出企圖將身上日本刀交給對方的舉動，因為巴的威壓清醒之後不慎說出冒犯到對方的言論，也因此被對方一怒之下用長槍貫體。在重傷瀕死時極度悔恨、引以為恥的心情被巴看上，賦予其自身血肉，成為自己的眷族，打算其能獨當一面時再介紹給真，但還是提前被真給發現（因為萊姆能直接聽得懂真講的話，非共通語）。後來也和勇者音無響接觸，透過協助她們的小隊得到了相當程度的信任。
貝倫（聲：辻親八）
來自擅長鍛造，打造出許許多多傳說、神器級作品的古種矮人一族，在族中也是數一數二的名匠。該族並不想參與人族、女神、魔族任何一方，僅為了逃離人族的掠奪與剝削，來到人族難以靠近的荒野定居，但也因此在鍛造原料、糧食取得困難，以及外部威脅的情況下辛苦過活。
由於災難黑蜘蛛突然襲擊，吞食了許多堪稱藝術品的武器，自己也差點沒命時被巴所救。巴以提供亞空這片豐饒又安全的土地讓他們一族居住為誘因，交換為其打造日本刀。一族的長老在詢問真是否為女神的使者時，真不只否定、更表現出對女神的憤恨不滿，因而獲得全族的信賴。
接連打造出巴腰間的雙刀、萊姆的日本刀、識的杖等等武器，自認這些只是暫時將就水準的東西，真正的目標是打造出能與真、巴實力匹配的神兵利器。
因為對亞空外的武具感興趣，於是到葛葉商會位於齊格的一號店駐點。後來澪把音無響帶來店裡時，幫響打造了新的武具。
阿克婭（聲：Lynn）
女性森鬼。認真大姊姊，擅使弓，通常跟艾莉絲搭檔，兩人第一次報上名字時，被真說聽起來像是某種運動飲料的名字，後來兩人直接被真稱為「水瓶座組合」（AQUARIUS在日本是一種運動飲料的名字），也常常被稱為。葛葉商會二號店的店員之一。跟艾莉絲一樣喜歡吃香蕉，故真會以香蕉作為薪水支付給他們森鬼姊妹。
艾莉絲（聲：田中美海）
女性森鬼。電波系不可思議妹，擅使魔法，通常跟阿克婭搭檔。言行讓人捉摸不定，經常說出一些奇怪的話，或是天外飛來一筆。常常說到興起時會得意忘形，因此常常被真教訓。
據須佐之男說，她是波長接受範圍很廣的優秀巫女，大概就是因為這樣讓她經常收到不知哪來的訊息，造成她言行怪異；雪上加霜的是，雅典娜又把「超越魔法少女因果律的存在」，以及「似乎是在侍奉雅典娜的聖鬥士」相關訊息告訴她。葛葉商會二號店的店員之一。跟阿克婭一樣喜歡吃香蕉，故真會以香蕉作為薪水支付給他們森鬼姊妹。

## 利米亞王國
音無響（聲：加隈亞衣）
深澄真所就讀的中津原高中學的學生會長，被異世界的女神召喚代替真的美少女勇者。生於富裕的家庭，讀書在全國名列前茅，外表也是萬中選一的美人。運動神經出色，就劍道來說有進入全國比賽的實力。在周圍同學心中評價很高，全票通過成為學生會長。僅僅以微細的努力就能消去所有的障礙，正因如此只要稍稍努力便能立於他人之上。
異世界的女神給予她強大的魔力與身體質素，還有著能聚合人心的領袖氣質，此外還有能變出狼的神器「銀帶」。目前等級為人族430，剛召喚時等級比男勇者高，但由於實戰次數不如對方，很快地便被以200級的差距超過去。
對於那巴爾·波拉的戰死耿耿於懷，也留下了心裡創傷，深切不希望再有夥伴死在她的面前，也因為這樣，當夥伴因傷倒下時會因為恐懼而失去理智。
比起智樹較有作為勇者的身份進行活動，希望改善人族方抱持著「人族至上」想法，但認為不是一朝一夕能解決的問題。雖然對導致該情況的女神抱持懷疑態度，認為導致人魔戰爭發生為魔族方的武斷。主張魔族先投降成為階下囚，再來爭取魔族的權利。當她對主角訴說這理想時被主角吐槽搞不清楚狀況，並且拒絕幫音無響對付魔族。曾遇上當時還是「災難黑蜘蛛」的「澪」，差一點就遭全滅，後來是澪主動放棄攻擊才倖免於難。雖然擁有比其他人族強的素質，但實力仍不及來襲的魔族將領，在整個世界觀下明顯偏弱，徒具理想缺乏實力的表現。
狼的守護靈取名為「霍爾」，一眼就看出澪就是當年的災難黑蜘蛛，但被澪威脅不能說出她的真實身分。
烏迪·貝拉（聲：村井雄治）
25歲，宮廷魔術師，有一個妻子。由國王推薦的利米亞勇者小隊成員之一，負責輔助與治癒魔法，是隊伍中的後勤角色。有「利米亞的魔術砲台」之稱。
曾遇上當時還是「災難黑蜘蛛」的「澪」，差一點就遭全滅，後來是澪主動放棄攻擊才倖免於難。
貝魯塔·諾斯托·利米亞（聲：澤城千春）
騎士團的年輕騎士。由國王推薦的利米亞勇者小隊成員之一，防禦力較高。實為利米亞王國的大王子，暗戀響。
曾遇上當時還是「災難黑蜘蛛」的「澪」，差一點就遭全滅，後來是澪主動放棄攻擊才倖免於難。在後來遇見尋找食材、自稱廚師的澪時，被其發現一行人實力差強人意，貝魯塔連自己的武器損壞、無法承受魔物襲下的一擊，以及魔物攻擊動作改變也看不出來而重傷倒地，讓澪忍不住出手幫忙擊殺魔物。
娜巴爾·波拉（聲：小清水亞美）
已戰死的銀髮女傭兵。透過選拔的利米亞勇者小隊成員之一，有「銀髮鬼」之稱。曾遇上當時還是「災難黑蜘蛛」的「澪」，差一點就遭全滅，後來是澪主動放棄攻擊才倖免於難。身材高挑漂亮且有著一頭銀髮，一眼就被響看出是在場戰鬥能力最好的人，因此加入了響的隊伍。與響的感情非常好，將自身的劍技訣竅傳授給對方，甚至還時常挑逗對方。在異世界第一次人族與魔族大戰時，為掩護音無響撤退，使用以自己生命為代價換取強大力量的薔薇碎片與身為四魔將之一的伊歐糾纏，成功逼迫其使出全力，接著以魔法道具與他同歸於盡，然而僅將其外表燒焦，並未造成致命傷。
在戰死之前覺得自己能夠認識響相當幸運，身為一名純粹的戰鬥狂，能夠為了自己的同伴與戰友而死是最幸福的一件事，在施放火焰爆破魔法後，在熊熊火焰中含笑而逝。
約書亞（聲：木南亞莉沙）
第二王子，實際上是女性，國王和市井女子生下的孩子，已經放棄了王位繼承權。跟音無響的關係不錯。前往學園都市參觀學園祭時，遇上變異體事件，被變異體攻擊時，雷道出手相救，因為衣物破損而被雷道知道她是女性。極力邀請雷道前往王國拜訪。從音無響那裡得知雷道是異世界人。雷道到王國訪問時，穿著女裝試探他，發現他沒打算利用她的祕密來進行商業行為。
伊爾姆甘德·霍普利斯（聲：伊東健人；幼年期：杉山里穗）
阿爾古利歐的次子，醉心於勇者音無響。就讀學園期間，遇到熟人露莉亞，對她糾纏不休而被雷道教訓，從此懷恨在心，處處找雷道麻煩。後來聽信（偽裝的）魔族的話，長期服用魔藥以圖變強，但在參加學園祭鬥技大會落敗時，因為魔藥的關係身體變成變異體，大鬧會場後被雷道的學生們聯手解決，但其實他沒死透，之後被澪悄悄解決掉。
阿爾古利歐·霍普利斯（聲：前田弘喜）
大貴族霍普利斯家的當家。因為次子的關係而對雷道相當仇視，雷道訪問王國期間動用許多關係要暗算他。後來因為次子死亡且長子受重傷，只有葛葉商會的藥可以完全治好，被約書亞王子強迫退休讓出當家的位置，且不再與雷道作對。

## 古麗托尼亞帝國
岩橋智樹（聲：新井良平）
中學三年級，兼職模特兒。原本是黑髮、嬌小、外表弱氣的美少年，深受女性歡迎。被異世界的女神召喚代替真的另一個勇者。與另一名勇者一樣，異世界女神也給予他能與魔獸相搏的身體，凌駕魔族的力量，加上不分種族讓其臣服的魅惑魔眼，還有能在空中翱翔、能治愈疲勞的神器「銀靴」。除上述外，因為抱怨有點少所以女神加碼給了在夜晚不死的能力（只限在夜晚，有月亮的時候才會起效），並且女神也應他要求修改了他的外貌，變得更高、更男性化、髮色與瞳色也改變，女神也允諾回到原來世界時可以恢復原本的「姿態」。人族等級602，魔力上比另一名勇者（也就是音無響）還強，被響認出是雜誌上的封面模特兒之後激烈的拒絕並否認，因此被惹怒，也在這時候詢問響的戰鬥等級，知道比自己目前等級低之後便看不起她。雖然等級較高，但缺乏勇氣，遇到太過棘手的場面會選擇逃走或者迴避，一點勇者的風範都沒有，在史戴拉要塞戰役中遇到魔將伊歐，被魔將強大的實力給震懾，當下便與自己的同伴騎乘飛龍離開戰場，並將響的隊伍丟在現場善後，毫無責任心且膽小如鼠，平時會用生氣來掩飾自己的恐懼跟無能，心智年齡非常的幼稚。他平時運用魔眼作威作福，看上的女性就用魔眼臣服後就開房間，遇上巴後看上巴的美貌，但魔眼對她無效且被巴反過來嘲諷，便改從深澄真下手要求深澄真把巴送給他，深澄真馬上回絕而且把智樹毒打一頓。被深澄真毆打後依舊妄想得到巴。原本對魔眼有些抗拒，但在第二皇女的慫恿下決定放飛自我，常做出各種傷風敗俗的行為。
他對巴的評價為「最高級別的稀有角色」，而巴對他的評價為「無可救藥的人渣」。
莉莉·弗蘭德·古麗托尼亞（聲：中原麻衣）
古麗托尼亞帝國的第二皇女。早早察覺到魅惑魔眼的存在，並下令讓皇族做好防範措施。表面上依舊抱有對女神的信仰，實際上與部份帝國高層一樣相當討厭女神。其母親到死仍深信女神，但怎樣祈禱都沒有效，為了向其復仇，決心將女神的勇者智樹視為工具來使用，把全部討厭之物破壞殆盡。
吉內比爾·斯萊莎（聲：渡部紗弓）
最高位騎士之一的皇室護衛。被魅惑魔眼臣服因而跟在勇者智樹身邊。
和紗雪夏（聲：笹本菜津枝）
研究者之一的煉金術師，但最擅長的並不是煉金術，而是創造魔像。被魅惑魔眼臣服因而跟在勇者智樹身邊。
莫拉（聲：月城亞美）
馴獸師中的喚龍師，被魅惑魔眼臣服因而跟在勇者智樹身邊。自以為她能驅動所有龍的人，但是因為與她親近的龍剛好是喜好蘿莉的龍加上她能與龍溝通，造成她一直以爲只要是龍會無條件聽她的話，藉由氣息與力量認出巴是純正的上位龍族，試圖用喚龍術讓巴也替勇者智樹效命，但慘遭巴的威嚇打臉。
阿貝莉亞·霍普利斯（聲：小坂井祐莉繪）
出身於普通人家庭，家裡已經沒有親人了，事實上是阿爾古利歐和情人生的女兒。雷道的學生，喜歡識；以魔法攻擊為主，弓箭為輔。參加鬥技大會時，給予變成變異體的伊爾姆甘德最後一擊（雖然沒有完全死透）。

## 洛雷爾聯邦
葉月千婭（聲：田村奈央）
洛雷爾聯邦的至寶「巫女」，世世代代都作為能與水之上位精靈交流的存在，而備受尊敬。利米亞勇者小隊成員之一，治療擔當。
曾遇上當時還是「災難黑蜘蛛」的「澪」，差一點就遭全滅，後來是澪主動放棄攻擊才倖免於難。
華原彩律（聲：近藤玲奈）
官職為中宮（執政官）的女性，通常被稱為「中宮彩律」。對於葛之葉商會的雷道深澄身家背景非常有興趣，因為她發現該店名用的字是「賢人」文字，而「賢人」一詞並非指賢者，其所指的意義是原本不屬於這個世界的異世界人。
刑部五郎八
戰部出雲的未婚妻，經常和出雲通信，從中得知其學園都市與雷道老師的相關資訊。刑部家分家的公主（姫君），但是沒有優先繼承權。認為上層大幅度增稅的決策是有問題的，希望能讓父親和本家改變想法，因此自行調查整理民生經濟稅收等狀況，外出探訪民情時採用假名。
戰部出雲（聲：橘龍丸）
刑部五郎八的未婚夫，是雷道在學園都市教的學生，除了魔術外，也很喜歡建築。本家是侍奉華原家。
和五郎八結婚後，改名為。
刑部遙歌
刑部五郎八的母親，洛雷爾聯邦的女傑。受到岩橋智樹製造的影響而性情大變。

## 學園都市羅茨加德
金·羅安（聲：新祐樹）
雷道在學園都市教的學生，擅長劍術，志願是成為劍士。
達耶納·賽布魯斯（聲：山口智廣）
雷道在學園都市教的學生。已婚，妻子因懷孕而休學。
米斯拉·卡茲帕（聲：菅原慎介）
雷道在學園都市教的學生。實際技能中把重點放在防禦和支援魔法上，但有時也會發出強烈的一擊。
學園長（聲：中務貴幸）

## 魔族
主要活動範圍被稱為魔族支配領域，從最初的極寒之地向人族生活區域逼近中。現今魔族是在女神創造現今外觀美形的人族過程中，被視為缺陷品淘汰，放逐到極寒、作物無法生長的荒蕪之地之人類後裔，無法像人族一樣天生受到女神加護。為了脫離這片荒蕪，魔王趁女神睡著使得人族無法獲得女神的祝福的時候開始大舉入侵。當時還被稱為五大國的其中一國，對女神信仰心最為強烈的該國和他的屬國一同被魔族消滅，造成一半的土地被魔族支配。魔王以統治優先為由自此暫停侵略，採用對亞人的外交活動和各勢力諜報活動為對外主軸。相隔10年女神突然醒了，針對她慌忙地召喚勇者的行動，魔族開發出讓女神加護失效的技術並再次開始發動侵略。
澤夫
現任魔王，莎莉的親生父親。認同「為了讓菁英生存下來，消滅弱者也無所謂。」這樣的魔族規則，對這樣的殘酷行為也未曾感到一絲內疚。有著「將曾經被放逐到絕境、隨時可能滅亡的魔族復興，將其擴大為足以與人族一戰的巨大勢力」這樣的偉大功績，被武力至上的魔族和亞人崇拜擁護著。積極拉攏其他被放逐的種族、亞人等，運用人族遠遠不及的滲透、情報掌握能力。從女神沉睡期間開始屢屢將人族國家逼入絕境，甚至滅亡。
蘿娜（聲：藤井幸代）
魔將之一，女性。擅長諜報工作。紅眼金髮頭上無角，很討厭被人說無角；捨棄了家名。偶然取得了被同伴殺死的個人資料，於是以頂替她的身份進入學員都市進行情報活動，但在學院上課的過程中被真一眼識破，本應會跟真起衝突，然而在與真在火鍋店用餐並互相討論後發現目標一致，都是為了消滅不法研究人體強化實驗的組織，因此轉為合作關係。在達成消滅不法研究組織後回歸魔界要塞，並與真約定要是有需要她幫忙的地方，她一定義不容辭。與死靈時期的識有些過節，曾經企圖攏絡森鬼，然而內應被識殺掉。
伊歐（聲：楠大典）
魔將之一，有四隻手臂的男人。對部下非常愛護，對他所認定的強者會懷抱敬意，即便對方是人族也不會以輕蔑的態度對待，在此之上仍會以身為魔王軍的立場為優先，不會因為欣賞、尊敬對方而縱放敵人。第一次在戰場上遇上音無響的勇者小隊便以壓倒性的實力使他們面臨全軍覆沒的危機，隊員之一的那巴爾決定斷後，不惜以生命為代價交換隊友生機、以及屢屢對自己造成傷害的劍技都令他非常欣賞，基於對敬意拿出真正的實力應戰，極為強大的恢復能力令那巴爾的攻擊幾乎沒有效果，最後抓住破綻使出的自殺攻擊僅將表皮燒焦、暫時阻止他的行動。
雷夫特（聲：長谷川芳明）
魔將，變異龍族，擅長反擊和攻擊反射。

## 冒險者公會
法爾斯（聲：松岡禎丞）
現任公會長的名字，男性，身高一百七十公分左右，身材削瘦，銀髮黑瞳。
真身是天龍「魯特」，約千年前創建了冒險者公會。冒險者公會的營運是魯特宣言永遠由自己負責，因此一邊改變著自己的姿態，一邊持續擔任歷代的公會長。
有自己的情報來源，知道魔族有開發讓女神的祝福無效化的技術，也知道索菲婭幫魔族工作的狀況；某些情報有告知帝國的莉莉皇女。
索菲婭·普魯加（聲：澤城美雪）
別名「屠龍者」，級別SSS、等級920的最強的人族冒險者。以傭兵的身分受雇魔族，真實的目的是吸收自己力量的根源、同時也是其先祖的上位龍「魯特」的力量。
身材看起來十分結實，但根據真被環抱拘束時的感想，其實觸感意外地柔軟。
能在蘭薩製造的劍刃間進行瞬間移動，以超神速的戰鬥方式壓制對手，真第一次遭遇便大意被斬斷兩指。有著能消除女神干涉的指環，詠唱後一定程度下能將廣範圍內女神賦予的祝福、詛咒全部消除。第一次使用時便讓遠處戰場的兩名勇者喪失祝福，使得他們陷入頹勢，然而對真只有像是解除女神詛咒的反應。此外身上帶有多種包含替身在內的防禦道具，然而在承受真造成星之湖的奮力一擊下通通耗盡，連身上的防具也全毀，雖然一絲不掛仍堅強地活了下來。
第二次對上深澄真時，被他打到奄奄一息，趁隙逃走，在逃亡時被「萬色」殺死，她身上吸收的幾條上位龍之力被分離出來成為幾顆龍蛋，準備找人幫忙培育恢復成正常龍體。
重生後，肉體變年輕、頭髮變短，記憶也被重整、性格大變，稱呼法爾斯為父親。成為冒險者公會的雇員，派駐到深澄真奪回的凱利尼翁的冒險者公會擔任支援負責人，非常推崇葛葉商會的各人。
阿爾派（Alpine）
阿爾派小隊是由雷道在絕野基地救回來的其中四名冒險者所組成，通常在齊格和荒野活動。隊名的由來是雷道偶然提起的「Alpine Style」。
托婭（聲：久保百合花）
絕野的冒險者。除了髮色、瞳色以外，容貌和真的高中弓道社團學妹長谷川溫深簡直一模一樣。登場時冒險者等級125，級別是A，職業為「闇盜賊」，在國內算是一般水準的冒險者。為了取回先祖挑戰上位龍「蜃」時遺失的神器短劍、挽回一族的名譽，不惜借錢購買武器防具深入荒野，然而隊伍平均120級的實力完全不能在這裡生存，失去了隊友、武器、防具，也沒有達成承接的任務。為了還債被下藥淪為娼妓，成了流氓地痞的玩具遭到各種殘忍的對待，精神和肉體損壞到難以做為一名娼妓工作時，被當成殘酷實驗的白老鼠，施打藥劑陷入動彈不得、危在旦夕的狀態。在真派去營救的澪幫助下精神肉體恢復原本的狀態，然後因為巴和澪讓絕野毀滅，只好和真與其他冒險者一同前往齊格。後來，由於一場意外導致齊格優秀冒險者不足，聽到公會困擾的真讓巴鍛鍊托婭的小隊，不只提升到平均450級左右的水準，還指導其戰術，充分發揮每個人的特性，某種差距內能夠以低等挑戰高等，該小隊成為齊格新任首席冒險者。
漫畫中對於托婭浪費錢的壞習慣有比小說更多的描寫。
本名是，其老家是神器蒼鬼晶劍守護者的柊家。
齊格獨立戰爭時，女神的使徒跟她們接觸，想要勸誘她們背叛雷道和齊格，被托婭嚴正拒絕；回程走在黃金街道時，被大批人馬與使徒偷襲，對陣一段時間後，以付出一隻手臂的代價讓使徒受傷，並使出幻術來掩護隊友與自己脫逃。
拉尼娜（聲：北守さいか）
女性矮人。登場時冒險者等級122，級別B+，職業是「神官戰士（土）」，侍奉大地之精靈的戰士。為了修煉而前往荒野，品嚐各地的美食與美酒也是目的之一。
露易莎（聲：鎌倉有那）
女性森精。登場時冒險者等級108，級別A-，職業是「祝福鎗手（ブレスガンナー）」，不過她是拿弓的。露易莎前往荒野的目的，是為了確認曾經因為前進的道路不同而離開森林消失在荒野的古老森精「森鬼」的存在；在離齊格不遠的地方找到了他們的村落，露易莎的目的也算是實現了；不僅如此，還確認了森鬼們在齊格作為葛葉商會的員工而工作著。
哈扎爾（聲：新祐樹）
男性人族。登場時冒險者等級114，級別B+，職業是 ，會水、土、恢復魔法。被雷道找去幫忙製作咒病解藥。做事有點冒失，也不太會察言觀色。從雷道跟他第一次見面開始，他就非常平易近人，但同時又帶有一種會因為疏忽大意而致命的危險。

## 上位龍
龍的頂點。不會被時間所毀滅，一旦老了就會重新生下自己，繼續單一存在。

魯特（聲：松岡禎丞）
別名的天龍，天之祖龍，上位龍之長，被稱為，司掌天與和諧。龍形是西洋型的四足翼龍，背上有三對翅膀。
使出的魔法帶有金色，具有吸收其他上位龍力量的能力（索菲婭也有此能力）。
可以人化成男性或女性，通常是女性姿態，約300年前改為男性姿態。約千年前創辦冒險者公會，並長年變換身份持續擔任公會長。
很中意深澄真，第一次和真見面就大談不同性別、同性別間的肉體交流感想，還提議讓真破處，惹的真和一旁的巴與澪差點一起動手剷除他；此後見面時經常會提議到床上交流交流，而且性別可以任選，每次都被真拒絕，真後來乾脆當面叫他是變態。
當雷道訪問魔族古都時，被政變派拿出據說已經遺失的伊利西翁神器以龍形召喚出來，因為王笏有強制攻擊的制約，於是準備對古都進行轟炸，這是從魯特的第一任丈夫「宗守」的遊戲知識來的演出，用遊戲的節奏來散佈戰略級的破壞，除了龍的咆嘯加上吐息，還有六屬性魔力散彈的效果包含威壓、麻痺、石化、相當等級5程度咒病的衰弱屬性、相當等級6程度咒病的精神疾病屬性、身體能力低下、魔力效果衰减等等，還好雷道一行人想盡辦法抵禦了攻擊，否則古都會被夷平。轟完這一發，魯特自己也躺平了一個月（因為吐出了傾注了全部力量的吐息的反作用力而臥床不起）。
蜃
別名「無敵」的霧龍，龍形是東洋型的蛇龍。通常住在世界盡頭（荒野）的神山。
本來只是對任何事情都不感興趣，無規律地活著、睡覺的龍。被流卡說是象徵怠惰、反復無常、睡懶覺的霧之龍。自認自己的攻擊力、防禦力都比其他上位龍差，之所以被稱為「無敵」，主要是因為她的固有能力「亞空」。
後來和深澄真契約成為他的從者「巴」，而根據和深澄真的契約，她的力量比以前增加很多。
格隆特
別名「砂浪」（砂々波）的砂龍，龍形是西洋型的四足翼龍。通常住在帝國的「白色砂海」深處，被帝國的人們稱為「試煉之龍」，因為帝國親衛騎士自己獨力通過白色砂海見到她後可以得到她的祝福而獲得固有職業。
在上位龍中具有最高防禦力（不算魯特的話）。身上寄宿著土和炎，長時間與精靈合作守護著世界的自然。具有保持記憶轉生的秘儀。
深澄真被委託將蘭薩的龍蛋交給格隆特，真以破紀錄速度通過白色砂海後見到格隆特，但是誤信魯特的話以為她是魯特的而用此稱呼她，被她發了好大一頓脾氣。人化時的名字是。
流卡
別名的水龍，龍形是西洋型的四足翼龍。通常住在利米亞王國的「梅里斯湖」。其力量是恢復與支援相關。
被索菲婭殺死，但重生為龍蛋，有被殺的記憶。魯特委託深澄真送流卡的龍蛋到梅里斯湖，真到王國後和音無響一起前往，順利送達後，流卡的眷屬直接用鎚子打破龍蛋讓流卡跑出來；流卡用魔術書支開真後，跟響講述真的危險性，要她注意，離開的時候，讓真帶走含有可疑的召喚儀式的魔術書；後來被巴從真的記憶中察覺不對勁，上門找流卡，對質後本來要再殺她一次，雖然砍了好幾次頭，流卡都自己恢復了，最後快殺掉流卡時巴被真阻止了。
度瑪
別名的闇龍（似乎也被認為是影龍），通常住在洛雷爾聯盟的地下大迷宮，性格陰暗的家裡蹲，被巴說是廢柴龍中的廢柴龍。被索菲婭殺死，但重生為龍蛋，不知為何能在保有記憶的狀態下轉生，似乎是因為上次的死法不太正常，於是由魯特再殺掉一次。
阿茲瑪
別名的火龍，紅色的飛龍，在上位龍中具有最强的攻擊力（不算魯特的話）。
被索菲婭殺死，但重生為龍蛋。魯特委託深澄真送阿茲瑪的龍蛋到魔族古都附近的火山，真在訪問魔族時順利送達。不知為何能在保有記憶的狀態下轉生，似乎是因為上次的死法不太正常，於是由巴再殺掉一次。
蘭薩（聲：齊藤壯馬）
別名「御劍」的刃龍，又被魯特稱為（意思是「擁有兩條生命的變種」），盤踞在帝國。由於將自己大部分的力量化為一把大劍供索菲婭使用，靠近大劍能使出更接近原來的實力，擅長以無盡的劍刃牽制敵人。擁有極高的水適性，但與索菲婭聯手攻擊真時卻被對方的水魔法貫穿自己的水護盾，對真的水適性感到驚訝。該次戰鬥的最後，在真的奮力一擊下盡全力掩護索菲婭，以斷了一條腿的狀態活了下來。
第二次對上深澄真主僕，最後被識殺死，然後其力量被正在和深澄真對戰的索菲婭吸收。其後被魯特從索菲婭身體分離出來成為龍蛋，並委託深澄真送給格隆特。
布都
傳說中的地龍，地之祖龍，被稱為，司掌地與魂，也作為地母的銀龍。龍形是東洋型的蛇龍。通常待在類似「黄泉比良坂」那種生與死的交界之處，要經由特殊方法才能進入。

## 上位精靈
上位精靈的顯現，純粹取決於祂們所追求的東西（嗜好）和顯現的方法，總之精靈都喜歡強烈的感情。
貝西摩斯
土之上位精靈，掌管大地的精靈。從角的形狀來看很像鹿，但從肉體的肌肉來看是牛。象徵生命與豐收的守護者。喜歡不可動搖的信念。
菲尼克斯
火之上位精靈，掌管火焰的精靈。外型是鳳凰。象徵復活。喜歡勇氣。
溫納德
水之上位精靈，掌管水的精靈。喜歡虔誠的信仰心，跟女神相近；如果要讓溫納德顯現，至少需要提出顯現要求的洛雷爾聯邦巫女獻上生命。

## 神祇
月讀（聲：前野智昭）
掌管夜之食國之神，日本神話中三貴子之一。負責帶深澄真去參見異世界的女神的指引者，擔心異世界女神的任性妄為給予真超越女神的自傲加護祝福，由於隨後便陷入數百年的沉睡，把真的事委託給其他神明後便斷訊了。被懷疑導致真獲得從無到有創造世界的能力。
女神（聲：上田麗奈）
異世界的女神，與月相關的處女神，此外作者沒有更多資訊。突然降臨在這個世界，與原住民的上位龍、魔獸打過招呼，在世界的一端創造了人族的世界，並接著創造眾多物種，即便如此也只能算是管理者，並沒有從無到有創造世界的能力。
外貌主義者。只給予看上的人族祝福。從日本另外召喚兩個外貌看得上眼的人作為代替真的勇者，並給予了他們非常大的加護。其眾多惡行被月讀在沉睡前告訴其他神明；在魔族進軍企圖殺死勇者時，因擅自違規強行綁架真而受到處罰，做為處罰本來要戴上項圈，因為非常不情願而改為項鍊，管理世界的權限受到限制，隨時處在被其他神明監視的狀態下。在真遵守約定不與人族敵對的前提下無法對真做出任何危害行為。
須佐之男
被月讀委託照顧真的神明之一，月讀的弟弟，日本神話中三貴子之一。外表是一名身穿彌生人服裝的年輕男性。十分討厭女神，稱她為「笨蛋女」。
雅典娜
被月讀委託照顧真的神明之一，智慧與戰爭女神，希臘神話中十二神之一。外表是一名身穿現代女性西裝、留有棕色長髮的女性。實力強悍，運用豐富的實戰經驗看似輕鬆打贏了真，實際上也受了點傷，根據須佐之男的說法她在異世界女神身上設下了服從的項圈(其實是項鍊)。
大黑天（濕婆）
被月讀委託照顧真的神明之一，七福神的一員、也是印度神話中三主神之一。外表是一名膚色黝黑的老年男性。對女神的愚蠢程度打破三觀，例如將言靈之極這種貴重的能力隨便取消一個種族的適用權限就賦予他人。
梵天
印度神話中三主神之一。據大黑天所言，雖然在人世的存在感稀薄，卻是在創世神育成講座中著名的斯巴達教師。
薩馬爾
附在傳送門上的付喪神（是在長期使用的道具中寄存意志而變質的東西）。作為優秀的魔道具出生，在數百年後擁有意志，自以為得到神之格，實際只能算是妖怪的一種。深澄真從上位龍「流卡」那裡得到的魔術書，裡面記載的「據說可以返回被召喚處」魔法陣，發動後卻召喚出世界的轉移之門「薩馬爾」，高約2層樓，門框的頂端有一張扁扁的面具，然後它宣稱要執行傳送需要獻祭1000人，並說如果不是擁有强烈欲望的靈魂（如：人族、獸人），就沒有意義。
原來它就是幫忙把深澄真父母送到地球的道具，因為說要直接拿亞空的人來做獻祭且言語之間汙辱了真的家人，惹火真而跟它開幹，在打不過真而轉移逃跑途中，被真用白銀手臂從空間的裂縫中拉回狂扁。被真擊破後，成為一扇普通家庭的玄關門，成為能思考東西卻不能說出口的魔道具。後來門送到識的研究室來作深入研究。

## 其他人物
東由香里（azuma yukari）
中津原高弓道部的部長。與校內傳聞剛剛相反，在偷看到長谷川向真告白遭拒後，也向真告白，但同樣被拒絕，因而關係變差。
長谷川溫深（hasegawa nukumi，聲：久保百合花）
中津原高弓道部的一年級成員。比真還高的美少女，一直憧憬真，曾向真告白但被拒絕，真也因此對她懷著愧疚。在異世界有一名叫托婭的冒險者與她只差在髮色不同，使得真對其極為重視，重視到擔心看到其被折磨會力量失控，於是命令巴和澪代為前往營救的地步。
深澄隼人（Hayato Misumi）
深澄真的父親。幻想小說家，筆名是。
原本是異世界人，本名是，凱利尼翁貴族的繼承人。在達成女神要求的試煉後，準備和凱絲·托特轉移到地球之前，女神將兩人的姓氏合併成為新的家名「深澄」，順便給予兩年份的神力保護他們兩人可以在地球的嚴酷環境中生存下來（雖然目的地是嚴酷的地球也是女神自己選的）。送走兩人後，女神因為感覺自己被兩人拋棄而嘔氣地跑去睡覺，不問世事10年，造成後來魔族開始活躍。
深澄霞（Kasumi Misumi，聲：大久保瑠美）
深澄真的母親。
原本是異世界人，本名是，出身國家和卡拿特·伊歐相同，擔任宗主國的高位祭司。因為受到魔族情誘，而與之私通，雖然後來有被未婚夫卡拿特挽回，但因為其醜態搞的人盡皆知而被趕出國家，她覺得實在無顏繼續留在世上，於是向現身準備教誨二人的女神請求轉移到異世界，而女神則是不悅地給予12個困難的試煉，希望二人無法成功。
深澄雪子（Yukiko Misumi）
深澄真的姊姊，大他3歲，生日是八月十日。有名的柔道選手。看著小時候的真經常生病的樣子，擔心他的身體而決定學醫。不過，真基本上是希望姊姊可以去從事「運動醫學醫師（Sports Doctor）」，卻在離開地球前留下的信中，寫著支持她學習小兒科的決定，並說她一定可以成為兒科醫生，最後要她珍惜還不是姊夫的男朋友。雪子的男朋友是獨生子，很愛護真與真理，把他們當作自己弟弟和妹妹。
深澄真理（Mari Misumi）
深澄真的妹妹，小他2歲，生日是一月一日。空手道的實力者。真在離開地球前留下的信中，寫著如果有成功進入中津原高中就讀後，當遇到困難的話可以找東學姐幫忙，但是千萬不要接近息吹學長；還有，進入別人房間前記得敲門。
宗像夏
深澄真的女性弓術師父，在紛爭地帶當過傭兵，知道真去了異世界。她傳授的不是弓道，而是更適合實戰的戰鬥弓術之類的；比如現代化流鏑馬的訓練，就是在行進中的吉普車上，一邊站著保持姿勢一邊射穿隱藏的靶子。雖然她有想要傳授鎗支的相關技術，但是真不感興趣而婉拒了。
石堂玄一
深澄真的男性居合道師父，劍術達人。宗像夏的熟人，知道真去了異世界。深澄真在他指導下學習居合道的二個月，雖然真沒有劍術天賦（連卷藁都砍不斷，這是他流派的入門標準），卻還是執著在他身上，想看看真持續鍛練劍術的話最後會變成怎樣。
也是音無響、田中義見的老師，但是在宗像夏提起音無響也失蹤時，他壓根忘了她，幾番回想才記起，認為她只是見習的學徒並非弟子。

### 註解
1. ↑  之後才經由三位神明口中得知自己被賦予的能力原本是被稱為「言靈之極」，能夠理解萬物、與萬物溝通的神力，真有足夠的魔力才能承受這項能力。女神僅僅將「與人族溝通」這點拔掉（鎖住）。在被女神強制轉移到戰場、被索菲婭以戒指消除女神干涉時，才發現女神所施加的疑似是一種「不能與人族溝通」的詛咒，雖然對本人完全沒有影響。
2. ↑  這是由於年幼的他雖然擁有水、暗、火、土、雷、風、強化、恢復等多重魔法適性，但本身過於虛弱，施放自我強化反而會承受不住。經由一位異能者的協助，切斷風的迴路、增強恢復回路使其涵蓋強化全身，代價是自己喪失控制恢復的能力。
3. ↑  原本打算入學就讀，卻被意外報名參加教師選拔。
4. ↑  、larva或larvae，是羅馬神話中的死者惡靈。
5. ↑  其實是魔族打算攏絡高地歐克所撒的謊。
6. ↑  都名的片假名也是鮪魚、金槍魚的意思。
7. ↑  花咲的名字是從「花咲蟹」而來。
8. ↑  像是真第一次開業簽約被坑，他便施壓讓對方藉故重新簽了份有善的合約。
9. ↑  魔力物質化的論文名稱是，不是用魔術干涉，而是使用魔力本身。
10. ↑  真第一次對戰索菲婭時報上的假名，在小說版是「雷道」，在漫畫版是「葛葉」，在動畫版是「葛葉真」。
11. ↑  其實是巴的私心，為了找人打造真記憶中的日本刀，外出而剛好遇到此情況。真又剛好受傷引來黑蜘蛛，巴於是有了另一個私心，想看真如何展現自己的實力。
12. ↑  阿貝莉亞的全名「Abelia Hopleys」是一種花的名稱。
13. ↑  嚴格來說，是半龍半人的混血後裔。
14. ↑  舊版小說Web版則是雙方對質後，巴用武士刀把流卡又殺了一次。
15. ↑  「伊歐」是"深"的意思，「托特」是"澄澈"的意思。

### 出處
1. ↑  .   [2024-01-16]. （原始内容存档于2021-10-27） （日语）.
2. ↑  .   [2024-01-16]. （原始内容存档于2021-10-05） （日语）.
3. ↑  .   [2024-01-16]. （原始内容存档于2024-01-16） （日语）.
4. ↑  .   [2024-01-16]. （原始内容存档于2021-05-25） （日语）.
5. ↑  .   [2024-01-16]. （原始内容存档于2021-10-25） （日语）.
6. ↑  .   [2024-01-16]. （原始内容存档于2021-10-25） （日语）.
7. ↑  .   [2024-01-16]. （原始内容存档于2021-05-25） （日语）.
8. ↑  .   [2024-01-16]. （原始内容存档于2021-08-26） （日语）.
9. ↑  .   [2024-01-16]. （原始内容存档于2021-05-25） （日语）.
10. ↑  .   [2024-01-16]. （原始内容存档于2021-05-25） （日语）.
11. ↑  .   [2024-01-16]. （原始内容存档于2021-05-25） （日语）.
12. ↑  .   [2024-01-16]. （原始内容存档于2021-05-25） （日语）.
13. ↑  .   [2024-01-16]. （原始内容存档于2021-05-25） （日语）.
14. 1 2 3  .   [2024-01-16]. （原始内容存档于2021-12-04） （日语）.
15. 1 2 3 4  .   [2024-01-16]. （原始内容存档于2021-10-30） （日语）.
16. 1 2 3 4  .   [2024-01-16]. （原始内容存档于2021-10-31） （日语）.
17. 1 2  .   [2024-01-16]. （原始内容存档于2021-08-22） （日语）.
18. 1 2  .   [2024-01-16]. （原始内容存档于2021-08-22） （日语）.
19. 1 2  .   [2024-01-16]. （原始内容存档于2021-10-05） （日语）.
20. ↑  .   [2024-01-161]. （原始内容存档于2021-10-05） （日语）.